# Ecrizotomorpha tenkasiensis
Ecrizotomorpha tenkasiensis är en stekelart som beskrevs av Jamal Ahmad och Shafee 1993. Ecrizotomorpha tenkasiensis ingår i släktet Ecrizotomorpha och familjen puppglanssteklar. Inga underarter finns listade i Catalogue of Life.